# Wasił Lewski
Wasił Lewski (bułg. Васил Левски, w polskojęzycznych publikacjach także Wasyl Lewski), właściwie Wasił Iwanow Kunczew (bułg. Васил Иванов Кунчев) (ur. 6 lipca?/18 lipca 1837 w Karłowie, zm. 6 lutego?/18 lutego 1873 w Sofii) – bułgarski rewolucjonista, ideolog, strateg polityczny, przywódca walk o wyzwolenie Bułgarii spod panowania Imperium Osmańskiego. Jest uznawany za bułgarskiego bohatera narodowego.

## Życiorys

### Wczesne lata
Urodził się w 1837 w mieście Karłowo, w rodzinie Iwana Iwanowa Kunczewa (mistrza cechu malarzy) i Giny Wasilewej Karaiwanowej. Miał dwójkę braci i dwie siostry. Gdy miał 14 lat, zmarł jego ojciec. 
W 1858 trafił do zakonu, gdzie przybrał imię Ignacy, by rok później złożyć śluby diakona. Stąd pierwszy jego pseudonim, to właśnie Diakon Ignacy. W późniejszej działalności konspiracyjnej chętnie używał tego pseudonimu, oraz jego wariacji, na przykład Diakon Wasyl. Pseudonim okazał się najtrwalszym śladem jego pobytu w zakonie, który opuścił w 1861 dla działalności patriotycznej.

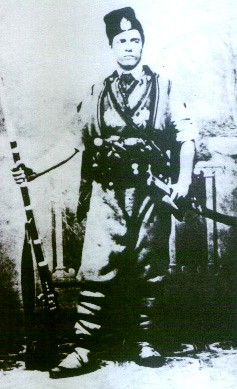
Wasił Lewski

W 1862 wyjechał do Serbii, by zapisać się do Legionu Bułgarskiego, organizowanego przez Georgiego Rakowskiego. Pseudonim Lewski (lwi), który datuje się na tamten okres, pochodzi od jego umiejętności dalekich, lwich skoków. W latach 1862–1868 walczył w wojnie przeciw Turcji. W 1868 roku zamieszkał w Bukareszcie.

### Teorie i ideały rewolucyjne
W końcu lat 60. XIX wieku rozwinął teorię rewolucyjną. Zakładała ona zbrojne powstanie Bułgarów przeciw Turcji. Przygotowaniem i prowadzeniem powstania miała zająć się specjalna organizacja, obejmująca zasięgiem cały kraj i mająca przedstawicielstwa w każdym regionie. Plan zakładał przystąpienie do walki bez wsparcia zagranicznego. Lewski poddał krytyce plany Rakowskiego, który wyobrażał sobie, że jest możliwe wywołanie zrywu jedynie wskutek wkroczenia zbrojnych oddziałów z terytorium państw sąsiednich, względnie wywołanie powstania przez ugrupowania emigracyjne.
Lewski opracował również kształt ustroju państwa po ewentualnym sukcesie powstania. Miałoby być ono republiką demokratyczną, opierającą się na ideałach Deklaracji Praw Człowieka i Obywatela z czasów rewolucji francuskiej, gwarantującą podstawowe wolności obywatelskie.

### Organizacja sieci powstańczej
W latach 1869–1871 udało mu się stworzyć ogólnokrajową organizację, którą dla odróżnienia od ugrupowań emigracyjnych nazwał Wewnętrzna Organizacja Rewolucyjna. Obejmowała ona sieć komitetów, podporządkowanych zarządowi rezydującemu w mieście Łowecz. Lokalne jej komitety gromadziły broń, organizowały szkolenia bojowe, dokonywały zamachów na Turków i Bułgarów postrzeganych jako zdrajcy.
Dużym sukcesem Lewskiego było doprowadzenie do współpracy, a w maju 1872 – pełnego zjednoczenia z silną organizacją emigrantów bułgarskich – Bułgarskim Rewolucyjnym Komitetem Centralnym Lubena Karawełowa. Nowa organizacja, po kongresie w Bukareszcie w dniach 29 kwietnia - 5 maja 1872, przyjęła nazwę tego drugiego ugrupowania.

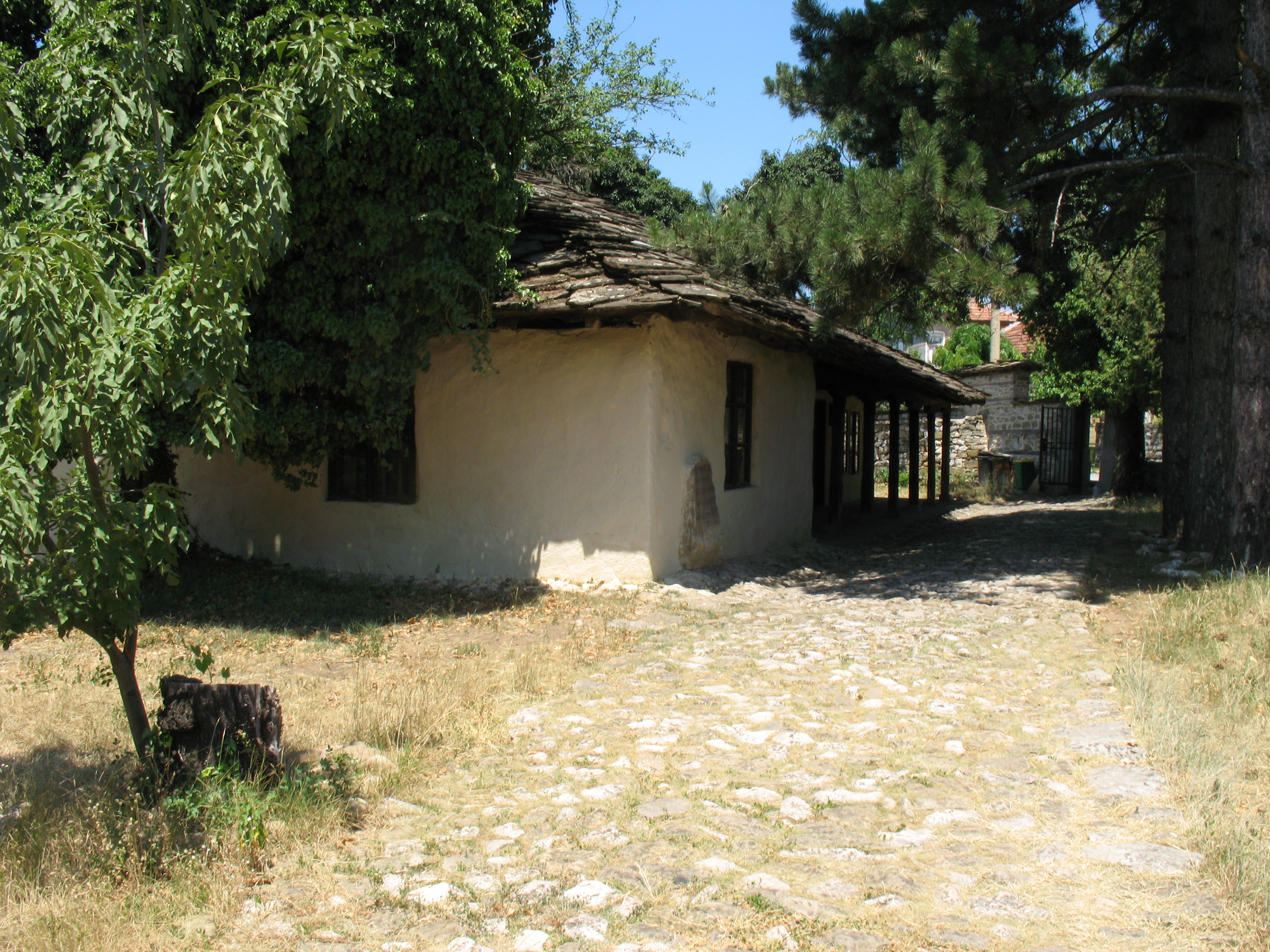
Zajazd, w którym pojmano Lewskiego

Lewski wrócił do kraju 1 czerwca 1872 roku.

### Aresztowanie
Jesienią 1872 po licznych napadach rewolucjonistów na przesyłki pocztowe (szczególnie po tzw. Rozboju Arabakonackim w Botewgradzkim prochodzie, który odbył się wbrew zaleceniom Lewskiego), Turcy przystąpili do energiczniejszych działań, które zakończyły się częściowym rozbiciem siatki konspiracyjnej, łącznie z centralą. 
Lewski, który przebywał w południowej Bułgarii, postanowił wrócić do Bukaresztu w celu narady z Karewłowem. Lewski został pojmany 27 grudnia 1872 roku w zajedzie we wsi Kykrina (gm. Łowecz). Po osądzeniu, dn. 18 lutego 1873 został powieszony w Sofii.

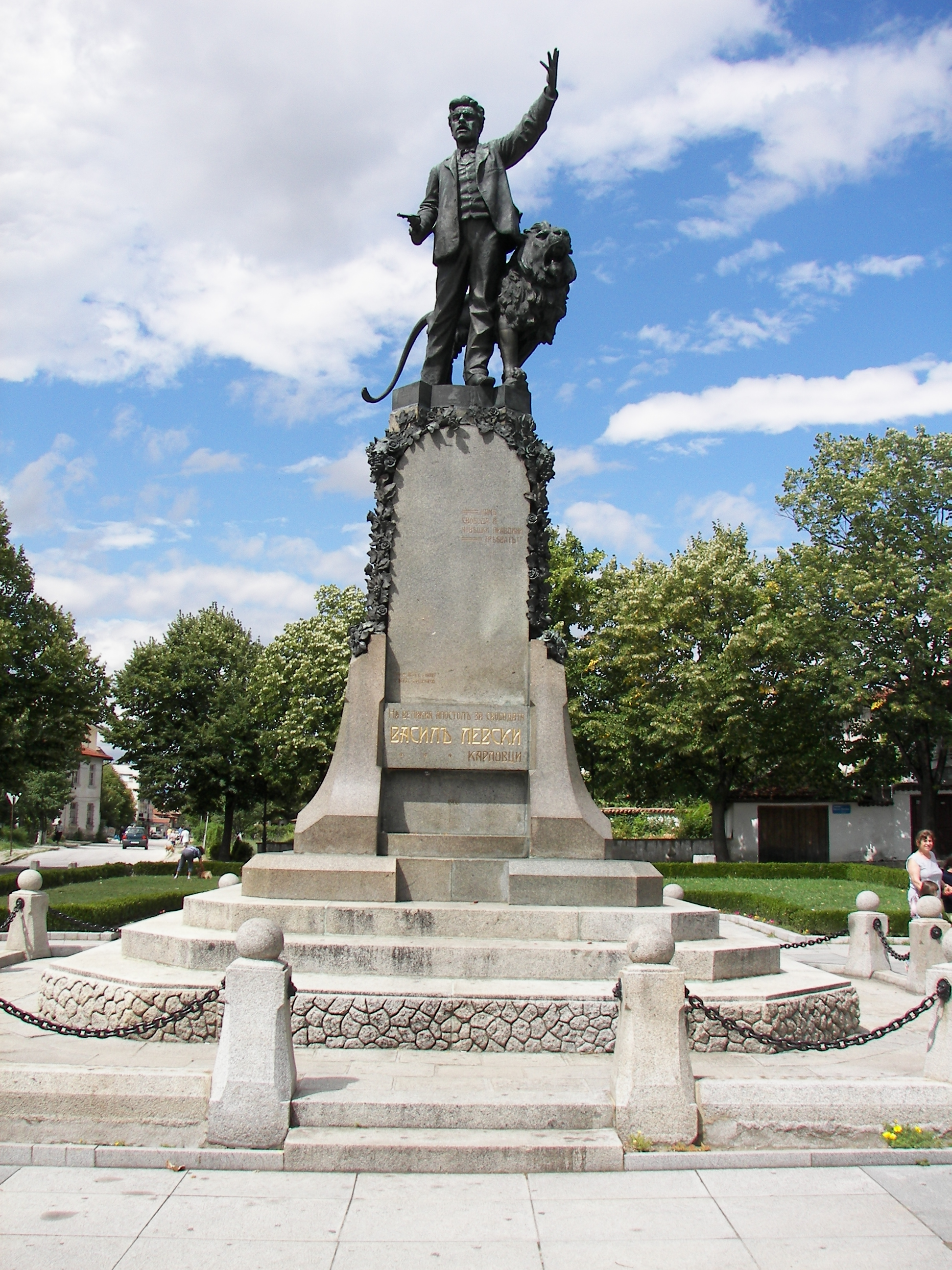

## Dziedzictwo
Wielu rewolucjonistów działało dalej, a same komitety odegrały dużą rolę w przygotowaniu powstania kwietniowego. Choć ono samo upadło, doprowadziło do wojny rosyjsko-tureckiej, w wyniku której Bułgaria uzyskała niepodległość.
Wiele cytatów z jego pism zyskało dużą popularność. Jedne z najbardziej znanych to:
- Jeśli wygram, wygram dla całego narodu; jeśli przegram – to tylko siebie,
- I będzie flaga, gdzie będzie napis: Święta i czysta republika,
- Czas jest w nas i my jesteśmy w czasie; on obraca nas, my jego.

## Upamiętnienia
- Powieszenie Wasyla Lewskiego – wiersz Christo Botewa
- Lewski Sofia – klub piłkarski nazwany na cześć Wasyla Lewskiego
- Stadion Narodowy im. Wasiła Lewskiego – stadion sportowy w Sofii
- Schronisko im. Wasiła Lewskiego